# 溫扎
35°55′N 8°05′E / 35.917°N 8.083°E

溫扎（阿拉伯语：‎），是阿爾及利亞的城鎮，位於該國東北部，由泰貝薩省負責管轄，是溫扎區的首府，面積124平方公里，2008年人口52,737，人口密度每平方公里425人。